# Strange Circus 奇妙なサーカス
『Strange Circus 奇妙なサーカス』（ストレンジ サーカス きみょうなさーかす）は、2005年製作の日本映画。

## 概要
近親相姦・児童虐待・身体改造などの過激な題材でインモラルな世界を描いた禁断の官能ミステリー。公開時のキャッチコピーは「父に抱かれているとき、私の中に母が宿る」。宮崎ますみは本作で12年ぶりに女優復帰を果たした。R18+指定。

## ストーリー
実の父親に抱かれて心病んでいく小学生の美津子は、やがて嫉妬の果てに虐待を加えるようになる母親と心が一体化していく。ある日、イヤリングが見つからないのを娘のせいにして暴力をふるう母親から逃れるため、美津子は母親を階段から突き飛ばし殺してしまう。
以上は小説の話だった。車椅子の作家・妙子の担当となった編集者の田宮は、編集長の命令で彼女の身辺を調べ始めていく。はたして、妙子の作品は彼女の自伝なのか？

## キャスト
- 宮崎ますみ - 尾沢小百合／三ッ沢妙子
- いしだ壱成 - 田宮雄二
- 桑名里瑛 - 尾沢美津子（小学生）
- 高橋真唯 - 尾沢美津子（中高生）
- 不二子 - 剛三の愛人
- マダム・レジーヌ - サーカスの司会
- 田口トモロヲ - 編集長
- 大口広司 - 尾沢剛三
- 峰えりか、横町慶子、マメ山田、ピュ〜ぴる、占部佑季、青谷優衣、由良有里紗、三浦敦子、増田俊樹、北上史欧、笹岡茜、三好さやか、町田マリー、柿丸美智恵、中山りお、さとう樹菜子 ほか

## スタッフ
- 監督・脚本・音楽 - 園子温
- コスチュームディレクター - 松本智恵子
- コスチュームアートディレクション - ピュ〜ぴる
- コルセット&フォーマルスタイルアドバイザー - 緑川みらの
- サーカスシーン・ヘアー&メイクアップ - 冨沢ノボル、マリ
- 技斗 - 鈴木弘道、平木ひとみ（ジャパンアクションエンタープライズ）
- 特殊メイク・造型 - 西村喜廣（助手：石野大雅、Sapa）
- 楽曲協力 - 長谷川智樹
- 音響効果 - 福島音響
- 現像 - 東京現像所
- 製作者 - 中沢敏明、星野晃志
- プロデューサー - 富田敏家、佐藤敏宏
- 企画 - 國實瑞惠
- 配給・宣伝 - セディックインターナショナル
- 宣伝協力 - 東宝ビデオ、バウハウス
- 制作協力 - フォーピース、アンシャンテ
- 制作 - エクセレントフィルム
- 製作 - セディックインターナショナル、中央映画貿易

## 受賞
- 第56回ベルリン国際映画祭フォーラム部門
  - ベルリン新聞・読者審査賞
- ファンタジア国際映画祭'06 （カナダ）
  - 作品賞
  - 主演女優賞

## 正式上映出品
- 第56回ベルリン国際映画祭フォーラム部門
- 東京国際ファンタスティック映画祭2005
- 第10回釜山国際映画祭